# Jarczew (gromada)
Jarczew – dawna gromada, czyli najmniejsza jednostka podziału terytorialnego Polskiej Rzeczypospolitej Ludowej w latach 1954–1972.
Gromady, z gromadzkimi radami narodowymi (GRN) jako organami władzy najniższego stopnia na wsi, funkcjonowały od reformy reorganizującej administrację wiejską przeprowadzonej jesienią 1954 do momentu ich zniesienia z dniem 1 stycznia 1973, tym samym wypierając organizację gminną w latach 1954–1972.
Gromadę Jarczew z siedzibą GRN w Jarczewie utworzono – jako jedną z 8759 gromad na obszarze Polski – w powiecie łukowskim w woj. lubelskim na mocy uchwały nr 13 WRN w Lublinie z dnia 5 października 1954. W skład jednostki weszły obszary dotychczasowych gromad Jarczew, Dwornia, Stara Huta i Nowy Świat ze zniesionej gminy Jarczew w tymże powiecie. Dla gromady ustalono 14 członków gromadzkiej rady narodowej.
1 stycznia 1958 z gromady Jarczew wyłączono wsie Dwornie i Zawaliny, włączając je do gromady Wola Mysłowska w tymże powiecie.
1 stycznia 1959 gromadę zniesiono, włączając jej obszar do gromady Podosie w tymże powiecie.